# Hemicephalis proserpina
Hemicephalis proserpina är en fjärilsart som beskrevs av Druce 1906. Hemicephalis proserpina ingår i släktet Hemicephalis och familjen nattflyn. Inga underarter finns listade i Catalogue of Life.